# Wielkie Oczy
Wielkie Oczy [ˈvʲɛlkʲɛ ˈɔtʂɨ]Modèle:IPAc-pl (ukrainien : Великі Очі, Velyki Ochi; littéralement de Grands Yeux) est un village dans le powiat de Lubaczów, dans la Voïvodie des Basses-Carpates, au sud-est de la Pologne, près de la frontière avec l'Ukraine. Il est le siège de la gmina Wielkie Oczy. Le village se trouve à environ 17 kilomètres (11 mi) au sud de Lubaczów et de 83 km (52 mi) à l'est de la capitale régionale Rzeszów.
Le village a une population de 880 habitants.

## Histoire
En 1656, le village est donné par l'épouse de l'hetman Stanisław Rewera Potocki à un soldat Andrzej Modrzejowski pour le remercier de lui avoir sauvé la vie).
En 1880, les membres de la communauté juive représentent 50,4 % de l'ensemble de la population. Ils sont alors 996 habitants alors qu'en 1921, ils ne sont plus que 487. Cette diminution de la population s'explique par la première Guerre Mondiale ainsi que par une épidémie de choléra en 1915. Le 10 juin 1941, 168 Juifs de la ville sont déplacés au ghetto de Krakowiec et 274 dans celui de Jaworow. La synagogue est démantelée et le cimetière juif dévasté. En décembre 1942, les Juifs du ghetto de Krakowiec sont enfermés dans celui de Jaworow puis assassinés le 16 avril 1943. Au moins 41 Juifs sont fusillés dans le cimetière Juif de Wielkie Oczy par les allemands et des policiers ukrainiens lors de plusieurs exécutions qui ont eu lieu principalement en 1943 et 1944.